# 劳伦·博伯特
劳伦·欧帕尔·博伯特（英語：Lauren Opal Boebert，1986年12月15日—）是一位美国政治家、商人、枪支权利活动家，也是科罗拉多州第三国会选区的美国众议院议员。她是众议院首位代表科罗拉多州第三国会选区的女性。
博伯特在科罗拉多州赖夫尔拥有一家名为射手烧烤（Shooters Grill）的餐厅，并鼓励员工公开携带枪支。在2020年国会众议院选举中，她作为共和党人参加了科罗拉多州第三国会选区的选举，并在初选中击败了现任国会议员斯科特·蒂普顿。正式选举中，博伯特击败了前州众议院议员黛安·米奇·布什，赢得了选举。博伯特曾表示支持极右翼阴谋论匿名者Q，不过她后来表示她不是匿名者Q的追随者。

## 早年生活
博伯特于1986年12月15日出生于佛罗里达州阿尔塔蒙特斯普林斯。12岁时，她和家人搬到丹佛的蒙贝洛社区，后来搬到科罗拉多州的奥罗拉，2003年在赖夫尔定居下来。
博伯特曾表示她生長在一個投票给民主党人，信仰自由主義家庭之中，她的家庭仰賴社會福利過活。根據科羅拉多州州務卿辦公室的紀錄，在2001年~2013年期間，博伯特的母亲注册为共和党人，並且在2015年~2020年期間註冊為民主黨人。博伯特在2006年註冊為民主黨人，但在2008年時改註冊為共和黨人。
博伯特在2004年就讀高中十二年級時因为懷孕有了一個孩子而退学。之后她在赖夫尔的一家麦当劳担任管理职务。博伯特认为，這份工作改变了她对政府援助是否必要的看法。后来在2020年她获得了普通教育发展证书。接下来她在一家天然气钻井公司申请了一份工作，成为了一名管道工，作为建造维护管道和泵站的团队成员。

## 事业

### 生意

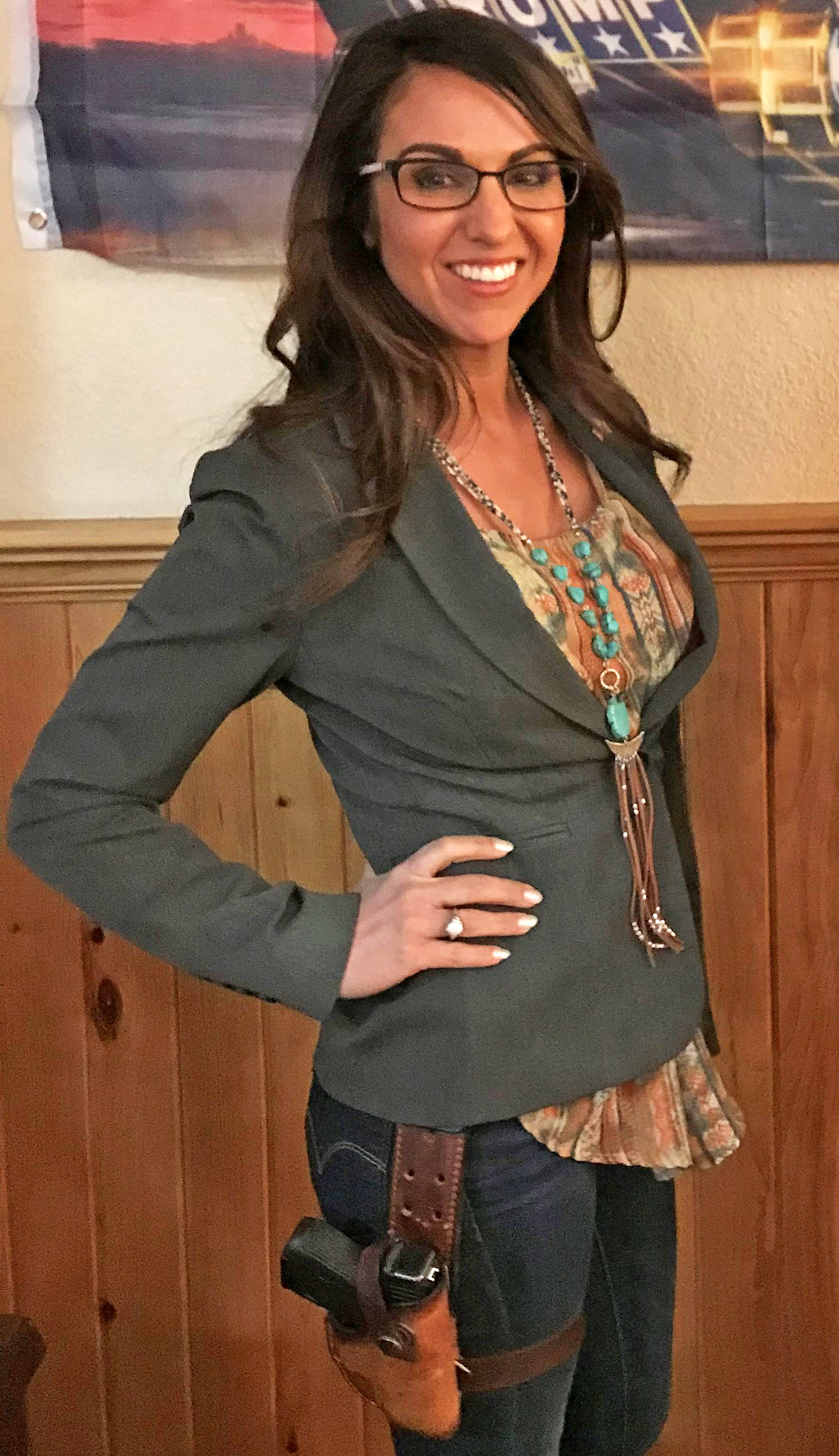
博伯特在射手烧烤餐厅

2013年，博伯特被解雇后，和丈夫在科罗拉多州的赖夫尔开设了射手烧烤餐厅（Shooters Grill）。附近的一条巷子里有人遭到袭击后，博伯特获得了隐蔽携带许可证，并开始鼓励餐厅服务员公开携带武器。2015年，博伯特一家在赖夫尔克里克高尔夫球场（Rifle Creek Golf Course）开设了另一家名为的餐厅。
2020年5月中旬，在COVID-19大流行期间，博伯特违反了该州的“居家令”规定，重新开放了射手烧烤餐厅，以供堂食。尽管她收到了加菲尔德县的停业命令，但博伯特说她不会结束自己的生意。次日，她把桌子搬到了外面的人行道和停车位上。次日，加菲尔德县暂停了她的食品许可证。到5月底，州政府允许餐馆以50%的容量重新营业，加菲尔德县取消了临时限制令。

### 枪支权利倡导者
2019年9月，博伯特参与了枪支权利活动，在2020年总统竞选期间，他在奥罗拉市政厅会议上对贝托·奥罗克提出的枪支回购计划提出挑战，并说：“见鬼，不，你不会拿走我们的枪。”她在阿斯彭市议会的一次会议上反对枪支管制措施。2020年11月，博伯特说她计划在华盛顿特区国会大厦担任议员期间携带枪支。
2021年1月，博伯特制作了一则广告，宣布她有权在美国国会大厦和华盛顿街头携带格洛克手枪。这则广告显示，博伯特把格洛克手枪绑在臀部，步行穿过国会山，接近联邦大楼然后穿过小巷。

## 美国众议院

### 选举

#### 2020年
2019年12月，博伯特宣布在2020年美国众议院选举中参选科罗拉多州第三国会选区，首先是在共和党初选中挑战现任议员斯科特·蒂普顿。在竞选期间，博伯特批评了亚历山德里娅·奥卡西奥-科尔特斯和其他“小队”成员，将自己定位为奥卡西奥-科尔特斯的保守派替代者。丹佛大学政治学教授塞思·马斯克特提出，博伯特此举是希望通过激起共和党选民对奥卡西奥-科尔特斯等人的愤怒，在漫长的选举周期中激励他们参加初选。
博伯特批评了蒂普顿的投票记录，她说这并没有反映第三选区的情况。初选前，总统唐纳德·特朗普支持蒂普顿，在竞选期间，博伯特将蒂普顿定性为不支持特朗普。她指责蒂普顿支持大赦无证移民，投票支持H.R.5038，即2019年的《农业劳动力现代化法案》（Farm Workforce Modernization Act of 2019），并称该法案有一项规定与公民身份相关，还为无证农业工人提供住房资金。博伯特批评了蒂普顿为工资保障计划提供资金的努力，说他没有为该计划争取到足够多的资金，该计划在两周内就花光了资金。在6月30日初选时，博伯特在与蒂普顿的竞选期间总共筹到了15万美元。
6月30日，博伯特以54.6%的得票率赢得了共和党提名。她是民主党众议员韦恩·阿斯皮纳尔输给艾伦·默森后48年来首位击败在任科罗拉多州国会众议员的初选挑战者。博伯特承诺在众议院就职后将加入自由核心小组。
博伯特在11月的大选中面对民主党前州众议员、科罗拉多州斯廷博特斯普林斯退休社会学教授黛安·米奇·布什。博伯特说她相信米奇·布什的纲领是“更多的政府控制”，米奇·布什有一个“社会主义议程”。7月下旬，博伯特被认为是领先者。由迈克尔·布隆伯格领导的倾向民主党的众议院多数党政治行动委员会在9月进行的一项调查显示，米奇·布什领先1个百分点。11月3日，博伯特以51.27%对45.41%击败了米奇·布什。此次选举博伯特筹集了240万美元，米奇·布什筹集了420万美元。共和党团体花费了超过500万美元。民主党团体花费了近400万美元。博伯特把大选的重点放在了枪支权利、能源和宪法上。
在竞选期间，博伯特在一个支持匿名者Q的网络节目中对匿名者Q阴谋论表示支持：“我所听到的关于Q的一切，我希望这是真实的，因为这只意味着美国正在变得越来越强大和更好。”匿名者Q被联邦调查局列为本土恐怖主义威胁，并被称为邪教，是一个极右翼阴谋网络。在2020年7月6日，博伯特谈到匿名者Q时说：“我不是一个追随者。匿名者Q对于各别的人来说代表着很多东西。我以前说的话很含糊。我不喜欢阴谋。我喜欢自由和美国宪法。我不是一个追随者。”

### 任期
2021年1月1日，博伯特写信给众议院议长南希·佩洛西和众议院少数党领袖凱文·麥卡錫，这封信由其他国会议员和当选议员签署，要求1967年国会议员免于国会山枪支禁令的法律继续生效，允许他们继续携带枪支。2020年11月，博伯特说她打算在华盛顿特区工作时携带枪支。她收集了其他82名议员的签名，包括丹·克伦肖、吉姆·乔丹、莫·布鲁克斯、馬克韋恩·馬林，以及当选议员维多利亚·斯巴兹和伊薇特·赫瑞尔。在佩洛西颁布了新规则之后，1967年的豁免仍然保留在众议院规则中。
2021年1月3日，国会议员托马斯·马西与博伯特正式成立了国会第二修正案核心小组，两人将在未来至少两年的时间里担任该核心小组联合主席。
2021年1月5日，博伯特说，1月6日将是共和党的“1776时刻”。民主党政治家指责她和她的同事道格·兰博恩在1月6日的2021年冲击美国国会大厦事件中“协助煽动暴力”。许多民主党政治家、普韦布洛居民和杜兰戈居民要求她辞职，因为她在推特上发布佩洛西的位置信息。1月12日，当博伯特穿过新安装的国会山金属探测器时，探测器响了，她拒绝把包交出检查，随后进入国会大厦。博伯特称金属探测器“只是议长佩洛西的又一个政治噱头”。事件发生后，《纽约时报》对博伯特的报道称她是“极右翼”和“阴谋论者”。
2021年1月6日，在选举人团计票时，博伯特反对亚利桑那州的选举人投票。在国会联席会议上的一次演讲中，她说：“今天站在这里接受民主党这种集中、协调、党派斗争结果的议员们——他们每一次欺诈性投票都抵消了一个诚实美国人的选票——站在了极左分子的一边！”

### 委员会任务
- 自然资源委员会（英语：United States House Committee on Natural Resources）[67]
- 预算委员会（英语：United States House Committee on the Budget）[67]

### 核心小组成员
- 自由核心小组[68]
- 第二修正案核心小组（英语：Second Amendment Caucus）[69]

## 政治立场

### 预算
在2020年的竞选活动中，博伯特承诺，如果成功当选众议员，她将不会支持任何导致额外债务的联邦预算。她支持美国宪法的平衡预算宪法修正案。

### 教育
博伯特主张废除美国教育部，认为教育应尽可能在地方一级进行。

### 选举人团
博伯特反对全国普选票倡议，该倡议将通过全民投票选举总统。

### 能源
博伯特支持“以上所有能源”（all-of-above energy）政策，即开发和利用各种资源来满足能源需求。资源包括不可再生资源（如原油）和可再生资源（如太阳能）。

### 环境
博伯特反对绿色新政。她声称，这项计划将耗资93万亿美元，并导致美国破产。

### 枪支权利
博伯特是枪支权利的支持者，她反对增加枪支管制法规。她反对科罗拉多州议会在2019年通过的科罗拉多州红旗法。

### 保健
博伯特呼吁废除由贝拉克·奥巴马总统签署成为法律的《平价医疗法案》。她不支持单一支付者医疗卫生系统，称这将使像她这样的小企业因为高昂的成本而倒闭。

### 移民
博伯特支持修建墨西哥-美国边境墙，反对特赦居住在美国的非法移民。

### 社会问题
博伯特反对堕胎，反对综合性性教育，反对联邦资助计划生育。

## 个人生活
博伯特和她的丈夫杰森·博伯特住在科罗拉多州锡尔特。在他们开餐馆之前，杰森·博伯特在油气田工作。他们有四个儿子。劳伦·博伯特在2009年成为一名重生基督徒。她第三个儿子是在丈夫开车去医院的途中在他们皮卡的前排座位生下的。
2010年，博伯特的邻居报警称她的比特犬威胁他们的狗。博伯特因违反狗狗守则而被开罚单。2015年，她在一个音乐节上被指控犯有轻罪和扰乱治安，因为她告诉警官，他们逮捕一对未成年饮酒者是违宪的，因为这些青少年没有收到米兰达警告。根据副手们的报告，当她被铐上手铐时，博伯特试图避开警方，说“她在福克斯新闻有朋友”，这次逮捕将是“全国新闻”。她两次未能出庭受审。这一轻罪被撤销，因为梅萨县地方检察官办公室认为陪审团不会判她有罪。2016年，博伯特因驾驶不安全车辆而被传唤，她认罪。
2021年1月13日，推特以博伯特违反了其规定为由将博伯特的个人账户封锁到1月20日之后。数小时后，推特解除了博伯特账户的封锁，称其员工“采取了不当的执法行动”。
2023年5月16日時，劳伦·博伯特宣布她於同年5月11日時提出書面離婚，聲稱兩人間擁有「不可調解的分歧」，而該離婚手續於同年10月10日完成。
2024年4月3日時，劳伦·博伯特因其左腿嚴重腫脹而送醫治療，之後的電腦斷層掃描發現了血栓，而該血栓也順利被手術摘除。同時，她也被診斷擁有名為髂靜脈壓迫症候群的罕見疾病。

## 外部連結
- 劳伦·博伯特的X（前Twitter）
- 官方网站
- 劳伦·博伯特的Gab帳戶 （页面存档备份，存于）
- Representative Lauren Boebert （页面存档备份，存于） 博伯特众议院官网
- 美國國會國家人物傳記大辭典中的傳記
- 由華盛頓郵報維護的投票記錄
- 智慧投票计划中的傳記、投票紀錄及利益集團評級
- 聯邦選舉委員會中的競選財務報告和數據